# Kenilworth (romanzo)
Kenilworth è un romanzo storico di Walter Scott, pubblicato l'8 gennaio 1821. Il romanzo racconta la storia del tragico matrimonio segreto tra Amy Robsart e Robert Dudley, I conte di Leicester, e la morte di Amy.
Il titolo si riferisce al castello di Kenilworth.

## Trama
Il romanzo è incentrato sul matrimonio segreto tra Robert Dudley, conte di Leicester e Amy Robsart, figlia di Sir Hugh Robsart. La tragica serie di eventi comincia quando Amy abbandona il padre e il promesso sposo, Tressilian, per sposare il conte. Amy ama appassionatamente il marito, ed egli la ricambia, ma è ambizioso. Egli vuole accattivarsi il favore della regina Elisabetta, e solo tenendo segreto il suo matrimonio con Amy può sperare di soddisfare la sua sete di potere. Al termine del libro, la regina scopre la verità, e il piano del conte viene svelato. Questa scoperta avviene però troppo tardi, in quanto Amy è già stata uccisa da Varney, l'ambizioso assistente del conte.

## Temi principali
Forse l'aspetto migliore dell'opera è la caratterizzazione dei personaggi. Il conte di Leicester è descritto come un uomo ambizioso pronto all'inganno e a qualsiasi altra cosa pur di raggiungere i suoi scopi, ma ha un aspetto positivo: egli ama Amy, e alla fine rinuncia al suo orgoglio per confessare il suo matrimonio. Amy Robsart è una ragazza carina e viziata, il suo tragico destino le insegna maturità e determinazione, sebbene non siano sufficienti a salvarla. Tressilian è l'innamorato serio e convinto di Amy, e continua a cercare di salvarla per tutto il libro, ma alla fine muore col cuore spezzato. Varney è il cattivo del libro: la sua cupidigia e la sua ambizione non hanno limiti. È lui a spingere i piani del conte ben oltre quanto sarebbe pronto a fare, ed è lui che infine uccide Amy Robsart.
Kenilworth è un romanzo imperniato sui rapporti egoismo-generosità e ambizione-amore. Amy e il conte combattono internamente con egoismo e amore, mentre Varney e Tressilian impersonano gli estremi di queste due qualità. In Kenilworth Walter Scott crea un romanzo di personaggi e passioni in conflitto.

## Errori storici
Mentre gran parte del romanzo segue eventi reali alla corte della regina Elisabetta, la descrizione della morte di Robsart in seguito a una caduta e diversi altri eventi sono il prodotto dell'immaginazione di Scott.
Il ricevimento a Kenilworth che è allo sfondo del romanzo ebbe luogo nel 1575, a vari riferimenti ad altri eventi storici come la salita al trono di Elisabetta I o la deposizione di Maria Stuarda, indicano che il romanzo è ambientato quell'anno, ma Amy Robsart muore nel 1560.
Il matrimonio del conte di Leicester in realtà non fu un segreto.
William Shakespeare, nato nel 1564, nel romanzo è adulto e conosciuto a corte, e cita perfino La tempesta che fu scritta solo nel 1611.